# Ibrahima Mbaye
Ibrahima M'baye (sinh ngày 18 tháng 9 năm 1994) là một cầu thủ bóng đá chuyên nghiệp người Senegal. Anh hiện đang thi đấu ở giải Serie A cho Inter Milan.